# Josef Taschek
Josef Taschek (31. července 1857 České Budějovice – 29. ledna 1939 České Budějovice) byl český a československý politik německé národnosti, před rokem 1918 dlouholetý starosta Českých Budějovic.

## Biografie
V Budějovicích absolvoval roku 1874 vyšší reálnou školu a pak čtyři roky studoval vídeňskou techniku, kterou absolvoval roku 1878. Získal titul inženýra. Roku 1878 se vrátil do Budějovic. V roce 1884 byl poprvé zvolen do obecního zastupitelstva. Roku 1884 byl předsedou celozemského spolku Deutscher Böhmerwaldbund, který se staral o rozvoj společenského, hospodářského a kulturního života německy mluvících obyvatel šumavského regionu. Jako zástupce spolku podporoval rozvoj Hořických pašijových her v obci Hořice na Šumavě, kde se spolek podílel na jejich realizaci a v roce 1893 významně pomohl s výstavbou pašijového divadla. Žil v Budějovicích, ale jeho statek se nacházel v obci Mokrá (Mugrau) na Šumavě. V letech 1878–1907 působil spolu se svým otcem jako velkoobchodník v Českých Budějovicích. Roku 1879 zakládal Spolek budějovických obchodníků.
Byl hlavní postavou budějovické německojazyčné komunální scény. Náměstkem starosty města byl v období let 1890–1903 a starostou byl v letech 1903–1918. Jeho českojazyčným protivníkem byl August Zátka. Česká komunita v Budějovicích ho považovala za hlavního protivníka a opakovaně byl aktérem česko-německých sporů. V roce 1899 například ve městě vycházely takzvané Taškařice o Taschkovi s podtitulem Veršované i neveršované feuilletony z Č. Budějovic. Kvůli jinému sporu vznikl posměšný pozdrav Tě párek, který se pak rozšířil i mimo město. Společně se Zátkou roku 1914 dojednali takzvané budějovické vyrovnání, které mělo vyřešit národnostní spory v tomto městě. Realizace vyrovnání ale nebyla kvůli vypuknutí války provedena a po válce komunální politice dominovala již česká komunita.
V letech 1893–1901 zasedal na Českém zemském sněmu. Zvolen sem byl nejprve v doplňovacích volbách roku 1893 a pak v řádných zemských volbách v roce 1895 za kurii venkovských obcí, obvod Český Krumlov. Patřil k německým liberálům (Německá pokroková strana). Od roku 1895 byl členem výkonného výboru německých zemských poslanců.
V parlamentních volbách roku 1929 kandidoval do senátu Národního shromáždění za formaci Německé pracovní a volební společenství (DAWG). Získal senátorské křeslo v Národním shromáždění. Post ale nepřijal a vzdal se mandátu. V senátu místo něj usedl Andreas Lippert za německé agrárníky.
Je pohřben na hřbitově svaté Otýlie (u severní ohradní zdi, hrobky vlevo, č. 55) v Českých Budějovicích.